# Port lotniczy Londyn-Gatwick
Port lotniczy Londyn-Gatwick (ang. London Gatwick Airport, kod IATA: LGW, kod ICAO: EGKK) – drugi najruchliwszy międzynarodowy port lotniczy Londynu (po Heathrow). Położony jest 40 km na południe od centrum stolicy Wielkiej Brytanii i 40 km na północ od miasta Brighton znajdującego się nad kanałem La Manche, 
W 2005 obsłużył około 32,6 mln pasażerów, którzy podróżowali do i z około 200 miast. Linie czarterowe nie mogą w zasadzie korzystać z Heathrow, dlatego wiele z nich korzysta z Gatwick jako swojej bazy. Port Lotniczy Londyn-Gatwick obsługuje również wiele lotów do i z USA – ze względu na ograniczenia lotów transatlantyckich na Heathrow. Lotnisko jest drugim węzłem British Airways i Virgin Atlantic.

## Terminale
Lotnisko posiada dwa terminale: Północny i Południowy.

### Terminal Północny
Budowa rozpoczęła się w 1983 roku. Terminal został otwarty przez królową Elżbietę II w 1988 roku. W 1991 roku został rozbudowany.

### Terminal Południowy

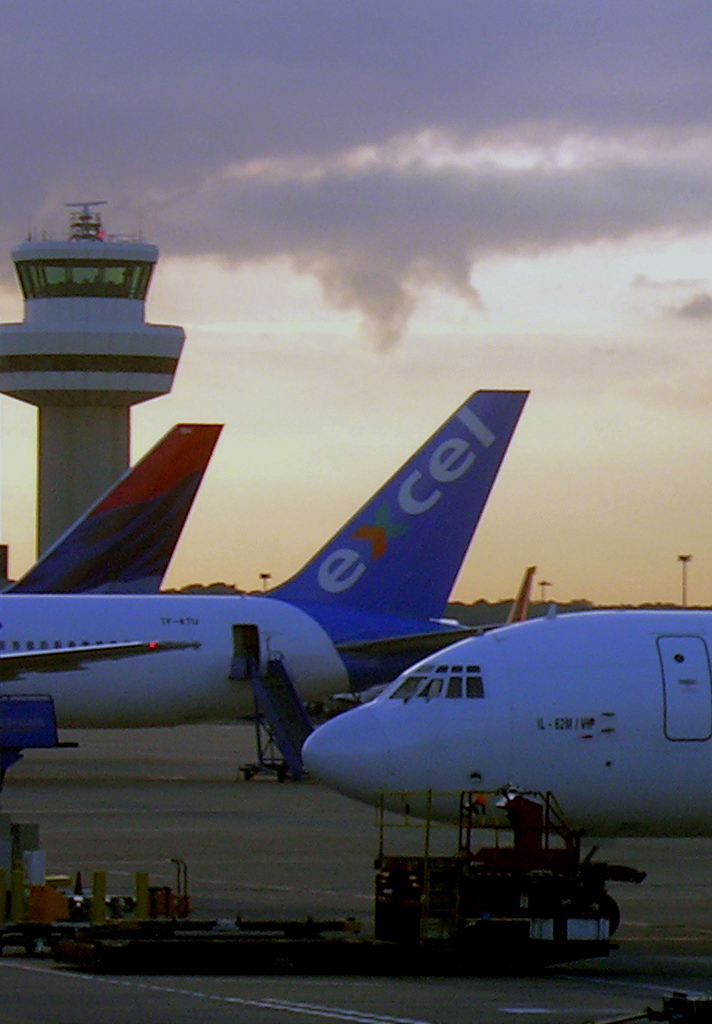
Wieża kontroli lotów na Gatwick w świetle zachodzącego słońca

Początki terminalu datuje się na lata 1956-1958. Następne rozbudowy to lata 1962, 1983 i 1985. Obecnie realizowany jest program odnowy południowego terminalu.

## Kierunki lotów i linie lotnicze
| Linia lotnicza                | Kierunek |
| ----------------------------- | --- |
| Aegean Airlines               | Sezonowo: 1. Ateny |
| Air Arabia Maroc              | 1. Tanger |
| Air China                     | 1. Pekin 2. Szanghaj-Pudong |
| Air Europa                    | 1. Madryt |
| Air India                     | 1. Ahmadabad 2. Amritsar 3. Goa 4. Koczin |
| Air Mauritius                 | 1. Mauritius |
| Air Peace                     | 1. Lagos |
| Air Transat                   | 1. Montreal-Trudeau 2. Toronto-Pearson Sezonowo: 1. Quebéc |
| Air Baltic                    | 1. Ryga 2. Tallinn |
| Atlantic Airways              | Sezonowo: 1. / Vágar |
| Aurigny Air Services          | 1. / Guernsey |
| Azerbaijan Airlines           | 1. Baku |
| Azores Airlines               | Sezonowo: 1. Ponta Delgada |
| BH Air                        | Sezonowo: 1. Burgas 2. Sofia |
| British Airways               | 1. Akra 2. Agadir 3. Algier 4. Alicante 5. Amsterdam 6. Antigua 7. / Aruba 8. Bordeaux 9. Cancún 10. Dubrownik 11. Faro 12. Madera (od 27 października 2024) 13. Georgetown 14. Glasgow 15. Gran Canaria 16. Grenada 17. / Jersey 18. Kingston 19. Lanzarote 20. Larnaka (powrót od 4 listopada 2024) 21. Malaga 22. Malta 23. Marrakesz 24. Mauritius 25. Nowy Jork-JFK 26. Nicea 27. Orlando 28. Palma de Mallorca 29. Porto 30. Port of Spain 31. Punta Cana 32. Salzburg 33. Sewilla 34. Saint Kitts 35. Saint Lucia 36. Tampa 37. Teneryfa-Południe 38. Tobago 39. Turyn 40. Werona Sezonowo: 1. Antalya 2. Bangkok-Suvarnabhumi (od 28 października 2024) 3. Barbados 4. Bari 5. Cagliari 6. Kapsztad 7. Katania 8. Korfu 9. Dalaman 10. Fuerteventura 11. Genewa 12. Grenoble 13. Heraklion 14. Ibiza 15. Innsbruck 16. Ivalo (od 3 grudnia 2024) 17. Kos 18. Las Vegas 19. Lyon 20. Menorka 21. Montpellier 22. Mykonos 23. Pafos 24. Rodos 25. San José 26. Santorini 27. Szarm el-Szejk 28. Saloniki 29. Vancouver |
| China Eastern Airlines        | 1. Szanghaj-Pudong |
| China Southern Airlines       | 1. Guangzhou 2. Zhengzhou |
| Corendon Airlines             | Sezonowo: 1. Antalya 2. Dalaman 3. Heraklion |
| Croatia Airlines              | Sezonowo: 1. Split |
| Delta Air Lines               | Sezonowo: 1. Nowy Jork-JFK |
| Eastern Airways               | 1. Newquay |
| EasyJet                       | 1. Aberdeen 2. Agadir 3. Akureyri 4. Alicante 5. Almería 6. Amsterdam 7. Antalya 8. Ateny 9. Barcelona 10. Bari 11. / Bazylea 12. Belfast-City 13. Belfast-International 14. Mediolan-Bergamo 15. Berlin 16. Bilbao 17. Bolonia 18. Bordeaux 19. Budapeszt 20. Katania 21. Kopenhaga 22. Dalaman 23. Edynburg 24. Enfidha 25. Faro 26. Fuerteventura 27. Madera 28. Genewa 29. / Gibraltar 30. Glasgow 31. Gran Canaria 32. Hamburg 33. Hurghada 34. Innsbruck 35. Inverness 36. / Wyspa Man 37. / Jersey 38. Kraków 39. Lanzarote 40. Larnaka 41. Lizbona 42. Lublana 43. Lyon 44. Madryt 45. Malaga 46. Malta 47. Marrakesz 48. Marsylia 49. Mediolan-Linate 50. Mediolan-Malpensa 51. Montpellier 52. Monachium 53. Murcja 54. Nantes 55. Neapol 56. Nicea 57. Olbia 58. Palma de Mallorca 59. Pafos 60. Paryż-Charles de Gaulle 61. Piza 62. Porto 63. Praga 64. Rennes 65. Rzym-Fiumicino 66. Sewilla 67. Szarm el-Szejk 68. Sofia 69. Teneryfa-Południe 70. Saloniki 71. Tuluza 72. Turyn 73. Walencja 74. Wenecja 75. Werona 76. Zurych Sezonowo: 1. Ankona 2. Bastia 3. Biarritz 4. Bodrum 5. Brindisi 6. Burgas 7. Cagliari 8. Calvi 9. Chania 10. Korfu 11. Dubrownik 12. Figari 13. Friedrichshafen 14. Grenoble 15. Heraklion 16. Ibiza 17. Izmir 18. Kalamata 19. Kefalonia 20. Kittilä 21. Kos 22. La Rochelle 23. Limoges 24. Menorka 25. Mykonos 26. Palermo 27. Preweza 28. Pula 29. Reykjavik-Keflavík 30. Rodos 31. Rijeka 32. Rovaniemi 33. Salerno 34. Salzburg 35. Santiago de Compostela 36. Santorini 37. Skiathos 38. Split 39. Tel Awiw 40. Tivat 41. Tulon 42. Zadar 43. Zakintos |
| Emirates                      | 1. Dubaj |
| Ethiopian Airlines            | 1. Addis Abeba |
| Freebird Airlines             | Sezonowo: 1. Antalya |
| Iberia Express                | 1. Madryt |
| Icelandair                    | 1. Reykjavik-Keflavík |
| ITA Airways                   | 1. Rzym-Fiumicino |
| JetBlue Airways               | 1. Boston 2. Nowy Jork-JFK |
| Kenya Airways                 | 1. Nairobi-Jomo Kenyatta (od 2 lipca 2025) |
| KM Malta Airlines             | 1. Malta |
| Lufthansa                     | 1. Frankfurt |
| Norse Atlantic Airways        | 1. Los Angeles 2. Las Vegas (od 12 września 2024) 3. Miami 4. Nowy Jork-JFK 5. Orlando Sezonowo: 1. Barbados 2. Montego Bay |
| Norwegian Air Shuttle         | 1. Bergen 2. Kopenhaga 3. Göteborg 4. Helsinki 5. Oslo-Gardermoen 6. Stavanger 7. Sztokholm-Arlanda 8. Trondheim Sezonowo: 1. Tromsø |
| Nouvelair                     | 1. Tunis |
| Qatar Airways                 | 1. Doha |
| Royal Air Maroc               | 1. Casablanca Sezonowo: 1. Tanger |
| Ryanair                       | 1. Alicante 2. Cork 3. Dublin 4. Shannon |
| Saudia                        | 1. Dżudda |
| Singapore Airlines            | 1. Singapur |
| Sky Express                   | 1. Ateny |
| Sky Alps                      | 1. Bolzano |
| SunExpress                    | 1. Antalya Sezonowo: 1. Dalaman |
| Swiss International Air Lines | Sezonowo: 1. Genewa 2. Zurych |
| TAP Portugal                  | 1. Lizbona 2. Porto |
| TUI Airways                   | 1. Agadir 2. Boa Vista 3. Cancún 4. Enfidha 5. Fuerteventura 6. Gran Canaria 7. Hurghada 8. Lanzarote 9. La Palma 10. Malaga 11. Marrakesz 12. Marsa Alam 13. Montego Bay 14. Punta Cana 15. Sal 16. Szarm el-Szejk 17. Saint Lucia 18. Teneryfa-Południe Sezonowo: 1. Alicante 2. Antalya 3. Bandżul 4. Barbados 5. Bodrum 6. Budapeszt 7. Burgas 8. Chambéry 9. Chania 10. Korfu 11. Dakar-Diass 12. Dalaman 13. Dubrownik 14. Faro 15. Frankfurt 16. Genewa 17. Girona 18. Goa 19. Heraklion 20. Ibiza 21. Innsbruck 22. Ivalo 23. Izmir 24. Jerez 25. Kawala 26. Kefalonia 27. Kittilä 28. Kos 29. Kuusamo 30. Lamezia Terme 31. Larnaka 32. La Romana (od 24 grudnia 2024) 33. Liberia 34. Luksor (od 7 listopada 2024) 35. Melbourne-Orlando 36. Menorka 37. Neapol 38. Olbia 39. Palma de Mallorca 40. Pafos 41. Phuket 42. Porto (od 2 maja 2025) 43. Porto Santo 44. Preweza 45. Pula 46. Reus 47. Reykjavík-Keflavík 48. Rodos 49. Rovaniemi 50. Salzburg 51. Sarajewo 52. Samos 53. Skiathos 54. Sofia 55. Split 56. Saloniki 57. Tuluza 58. Turyn 59. Werona 60. Zakintos Sezonowe czartery: 1. Oslo-Gardermoen 2. Singapur |
| Tunisair                      | 1. Tunis |
| Turkish Airlines              | 1. Stambuł Sezonowo: 1. Antalya 2. Bodrum |
| Turkmenistan Airlines         | 1. Aszchabad |
| Uzbekistan Airways            | 1. Taszkent |
| Volotea                       | 1. Strasburg |
| Vueling Airlines              | 1. La Coruña 2. Asturia 3. Barcelona 4. Bilbao 5. Florencja 6. Gran Canaria 7. Malaga 8. Paryż-Orly 9. Rzym-Fiumicino 10. Santiago de Compostela 11. Sewilla 12. Walencja Sezonowo: 1. Alicante 2. Grenada 3. Lanzarote |
| WestJet                       | Sezonowo: 1. Halifax 2. St. John’s |
| Wizz Air                      | 1. Antalya 2. Ateny 3. Bukareszt 4. Budapeszt 5. Stambuł 6. Kraków 7. Larnaka 8. Malaga 9. Mediolan-Malpensa 10. Neapol 11. Nicea 12. Praga 13. Rzym-Fiumicino 14. Tel Awiw 15. Wenecja 16. Wiedeń Sezonowo: 1. Agadir 2. Katania 3. Dalaman 4. Faro 5. Grenoble 6. Hurghada 7. Lyon 8. Marrakesz 9. Podgorica 10. Szarm el-Szejk |

## Gatwick Airport Transit
Gatwick Airport Transit to zautomatyzowany wagonowy system transportowy typu people mover, dostarczający darmowe połączenie pomiędzy południowym i północnym terminalem. System składa się z dwóch 3-wagonowych pojazdów, przemieszczających się po specjalnie przygotowanej, długiej na 1,2 km trasie-estakadzie. Pojazdy są w pełni automatyczne, bez kierowców. Pociągi odjeżdżają co kilka minut, sama podróż trwa około 3-4 minut. W jej czasie możemy posłuchać automatycznie generowanych informacji o nowych połączeniach lotniczych z poszczególnych terminali.